# Murray Hill (Nueva Jersey)
Murray Hill es un área no incorporada ubicada en el condado de Union en el estado estadounidense de Nueva Jersey.

## Geografía
Murray Hill se encuentra ubicada en las coordenadas 40°41′43″N 74°24′04″O / 40.69528, -74.40111.